# Accords Artemis
 Voir le traité sur Wikisource
Les accords Artemis sont un accord international entre les gouvernements participant au programme Artemis, un effort dirigé par les États-Unis pour ramener les humains sur la Lune d'ici 2025, dans le but d'étendre l'exploration spatiale.
Rédigés par la NASA et le département d'État des États-Unis, les accords établissent un cadre de coopération dans l'exploration civile et l'utilisation pacifique de la Lune, de Mars et d'autres objets astronomiques. Ils sont explicitement fondés sur le traité sur l'espace des Nations unies de 1967, que les signataires sont tenus de respecter, et citent la plupart des grandes conventions négociées par l'ONU constituant le droit spatial,,,,.
Les accords ont été signés le 13 octobre 2020 par des représentants des agences spatiales nationales de huit pays : Australie, Canada, Italie, Japon, Luxembourg, Émirats arabes unis, Royaume-Uni et États-Unis. Les signataires suivants sont l'Ukraine, la Corée du Sud, la Nouvelle-Zélande, le Brésil, la Pologne, le Mexique, Israël, la Roumanie, Bahreïn, Singapour, la Colombie, la France, l'Arabie saoudite, l'Espagne, l’Équateur, l’Inde, l'Argentine, la République tchèque, le Rwanda, le Nigeria, l’Allemagne, l’Islande, les Pays-Bas, la Bulgarie, l'Angola, la Belgique, la Grèce, l'Uruguay, la Suisse, la Suède, la Slovénie, la Lituanie, le Pérou, la Slovaquie, l'Arménie, la République dominicaine, l'Estonie, Chypre, le Chili, le Danemark, le Panama, l'Autriche, la Thaïlande, le Liechtenstein, la Finlande, le Bangladesh, la Norvège et le Sénégal. Les accords restent ouverts à la signature indéfiniment, car la NASA prévoit que d'autres nations les rejoindront. D'autres signataires des accords peuvent ne pas être directement impliqués dans le programme Artemis, mais se sont néanmoins engagés à respecter les principes énoncés dans les accords.
Inversement, la signature des accords Artemis n'est pas une condition à la participation au programme Artemis. Ainsi les États européens membres de l'Agence spatiale européenne peuvent participer au programme Artemis par leur participation au programme d'exploration de l'Agence sans être signataires des accords.

## Membres
| État                   | Date de la signature | Responsable |
| ---------------------- | -------------------- | --- |
| Australie              | 13 octobre 2020      | Dr Megan Clark, directrice de l'Agence spatiale australienne |
| Canada                 | 13 octobre 2020      | Lisa Campbell, présidente de l'Agence spatiale canadienne |
| Italie                 | 13 octobre 2020      | Riccardo Fraccaro, secrétaire d'État à la Présidence du Conseil des ministres                                                                                            |
| Japon                  | 13 octobre 2020      | Kōichi Hagiuda, ministre de l'Éducation, de la Culture, des Sports, des Sciences et de la Technologie et Shinji Inoue, ministre japonais chargé de la Politique spatiale |
| Luxembourg             | 13 octobre 2020      | Franz Fayot, ministre de l'Économie |
| Émirats arabes unis    | 13 octobre 2020      | Sarah Al Amiri, ministre d'État pour les hautes technologies et chef de l'Agence spatiale émiratie                                                                       |
| Royaume-Uni            | 13 octobre 2020      | Dr Graham Turnock, directeur général de l'Agence spatiale du Royaume-Uni La signature du Royaume-Uni a été étendue à l'île de Man le 27 juillet 2021                     |
| États-Unis             | 13 octobre 2020      | Jim Bridenstine, administrateur de la NASA |
| Ukraine                | 12 novembre 2020     | [ 16 ] |
| Corée du Sud           | 24 mai 2021          | Lim Hyesook, ministre des Sciences et des TIC |
| Nouvelle-Zélande       | 31 mai 2021          | Peter Crabtree, Agence spatiale de la Nouvelle-Zélande |
| Brésil                 | 15 juin 2021         | Marcos Pontes, ministre des Sciences, de la Technologie, de l'Innovation et des Communications                                                                           |
| Pologne                | 26 octobre 2021      | Grzegorz Wrochna, président de l'Agence spatiale polonaise |
| Mexique                | 9 décembre 2021      | Marcelo Ebrard, secrétaire aux Affaires étrangères du Mexique |
| Israël                 | 26 janvier 2022      | Uri Oron, Directeur général de l'Agence spatiale israélienne |
| Roumanie               | 1er mars 2022        | Marius-Ioan Piso, président de l'Agence spatiale roumaine |
| Bahreïn                | 2 mars 2022          | Dr Mohamed Al Aseeri, directeur de la National Space Science Agency (en) (NSSA)                                                                                          |
| Singapour              | 28 mars 2022         | Gan Kim Yong, ministre du Commerce et de l'Industrie |
| Colombie               | 10 mai 2022          | Marta Lucía Ramírez, vice-présidente de la république de Colombie et ministre des Affaires étrangères                                                                    |
| France                 | 7 juin 2022          | Philippe Baptiste, président du Centre national d'études spatiales |
| Arabie saoudite        | 14 juillet 2022      | Mohammed bin Saud Al-Tamimi, directeur de l'Agence spatiale saoudienne (en)                                                                                              |
| Nigéria                | 13 décembre 2022     | Isa Ali Ibrahim, ministre des Communications et de l'Économie numérique                                                                                                  |
| Rwanda                 | 13 décembre 2022     | Francis Ngabo, directeur de l'Agence spatiale rwandaise (en) |
| Tchéquie               | 3 mai 2023           | Jan Lipavský, ministre des Affaires étrangères |
| Espagne                | 30 mai 2023          | Diana Morant, ministre de la Science et de l'Innovation |
| Équateur               | 21 juin 2023         | Gustavo Manrique Miranda, ministre des Affaires étrangères |
| Inde                   | 22 juin 2023         | Taranjit Singh Sandhu, ambassadeur de l'Inde aux États-Unis |
| Argentine              | 27 juillet 2023      | Daniel Filmus, ministre de la Science, de la Technologie et de l'Innovation                                                                                              |
| Allemagne              | 14 septembre 2023    | Dr Walther Pelzer, directeur général du DLR |
| Islande                | 10 octobre 2023      | , |
| Pays-Bas               | 1er novembre 2023    | Harm van de Wetering, directeur du Netherlands Space Office (en) (NSO)                                                                                                   |
| Bulgarie               | 9 novembre 2023      | Milena Stoycheva, ministre de l'Innovation et de la Croissance |
| Angola                 | 30 novembre 2023     | [ 39 ] |
| Belgique               | 23 janvier 2024      | Hadja Lahbib, ministre fédérale belge des Affaires étrangères |
| Grèce                  | 9 février 2024       | Giorgos Gerapetritis, ministre des Affaires étrangères |
| Uruguay                | 15 février 2024      | [ 42 ] |
| Suisse                 | 15 avril 2024        | [ 43 ] |
| Suède                  | 16 avril 2024        | Dr Mats Persson, ministre de l'Éducation |
| Slovénie               | 19 avril 2024        | [ 45 ] |
| Lituanie               | 15 mai 2024          | Aušrinė Armonaitė, ministre de l'Économie |
| Pérou                  | 30 mai 2024          | Javier González-Olaechea, ministre des Affaires étrangères |
| Slovaquie              | 30 mai 2024          | |
| Arménie                | 12 juin 2024         | Mkhitar Hayrapetyan, ministre de l'Industrie de haute technologie |
| République dominicaine | 4 octobre 2024       | Sonia Guzmán, ambassadrice de la République dominicaine aux États-Unis                                                                                                   |
| Estonie                | 13 octobre 2024      | Erkki Keldo (en), ministre de l'Économie et de l'Industrie |
| Chypre                 | 23 octobre 2024      | Nicodemos Damianou, vice-ministre de la Recherche, de l'Innovation et de la Politique numérique                                                                          |
| Chili                  | 25 octobre 2024      | Aisén Etcheverry (en), ministre de la Science, de la Technologie, de la Connaissance et de l'Innovation                                                                  |
| Denmark                | 13 novembre 2024     | Christina Egelund, ministre de l'Enseignement supérieur et de la Science                                                                                                 |
| Panama                 | 11 décembre 2024     | José Miguel Alemán Healy (en), ambassadeur de la république du Panama aux États-Unis                                                                                     |
| Autriche               | 11 décembre 2024     | Petra Schneebauer, ambassadeur de la république d'Autriche aux États-Unis                                                                                                |
| Thaïlande              | 16 décembre 2024     | Pakorn Apaphant, directeur exécutif de l'Agence de développement de la géo-informatique et de la technologie spatiale (en) (GISTDA), l'agence spatiale nationale         |
| Liechtenstein          | 20 décembre 2024     | Rainer Schnepfleitner, directeur du Bureau des Communications du Liechtenstein                                                                                           |
| Finlande               | 21 janvier 2025      | Wille Rydman, ministre de l'Économie de la Finlande |
| Bangladesh             | 8 avril 2025         | Md. Ashraf Uddin (en), secrétaire à la Défense du Bangladesh |
| Norvège                | 15 mai 2025          | Cecilie Myrseth (en), ministre du Commerce et de l'Industrie (en) |
| Sénégal                | 24 juillet 2025      | Maram Kairé, directeur de l'Agence sénégalaise d'études spatiales (ASES)                                                                                                 |

## Historique
Le 5 mai 2020, Reuters publie un rapport exclusif selon lequel l'administration Donald Trump est en train de rédiger un nouvel accord international pour l'exploitation minière sur la Lune, qui s'inspirerait du traité sur l'espace de 1967,. Dix jours plus tard, l'administrateur de la NASA, Jim Bridenstine, annonce officiellement les accords Artemis, une série d'accords avec les nations partenaires visant à établir un cadre directeur pour l'exploration et l'exploitation de la Lune.
Les accords sont issus du programme Artemis éponyme, programme américain d'exploration lunaire habité, lancé en 2017. Bridenstine déclare que les accords visent à créer un ensemble uniforme de directives permettant aux pays d'éviter d'éventuels conflits ou d'incompréhension dans les futurs efforts spatiaux ; les gouvernements qui signent les accords peuvent officiellement participer au programme Artemis. Les accords ont été rédigés par la NASA, le département d'État des États-Unis et le National Space Council récemment rétabli ; un projet a été révélé à plusieurs gouvernements pour consultation avant que le document final ne soit annoncé en mai 2020,.
Le 13 octobre 2020, lors d'une cérémonie enregistrée et diffusée en direct, les accords sont signés par les directeurs des agences spatiales nationales des États-Unis, de l'Australie, du Canada, du Japon, du Luxembourg, de l'Italie, du Royaume-Uni et des Émirats arabes unis,. Le chef de l'agence spatiale nationale ukrainienne signe les accords exactement un mois plus tard,.
En 2021, la Corée du Sud devient le dixième pays à signer les accords,, la Nouvelle-Zélande suivant une semaine plus tard. En juin suivant, le Brésil est devenu le premier pays d'Amérique latine à adhérer aux accords Artemis, après avoir indiqué précédemment son intention de signer en 2020,. La Pologne signe les accords au 72e Congrès international d'astronautique (IAC) à Dubaï, le chef de l'Agence spatiale polonaise exprimant son désir de développer la technologie spatiale polonaise. Le Mexique rejoint les accords en décembre 2023.
En 2022, le nombre de signataires des accords augmente fortement : Israël signe, suivi par la Roumanie, Bahreïn, et Singapour en mars, la Colombie en mai, et la France le 7 juin 2022 (à l'issue de réunions en novembre 2021 entre la vice-présidente Kamala Harris et le président français Emmanuel Macron au cours desquelles il exprime l'intention de la France d'adhérer),,,. L'Arabie saoudite signe les accords le 14 juillet 2022, devenant le deuxième pays du Moyen-Orient et pays arabe à s'y joindre. Le 13 décembre 2022, au sommet United States–Africa Leaders Summit 2022 (en), le Rwanda et le Nigeria sont devenus les premières nations africaines à signer les accords Artemis,.
Les représentants des pays signataires tiennent leur première réunion le 19 septembre 2022 au sein du Comité pour discuter plus largement des accords et de la coopération dans l'espace,.
En 2023, le nombre de signataires des accords continue de croître : la République tchèque, et l'Espagne signent toutes deux en un seul mois, suivis par l'Équateur et l'Inde lors de la visite d'État du Premier ministre Narendra Modi aux États-Unis,. En septembre 2023, la directrice générale de l'Agence spatiale allemande, la DLR, Walther Pelzer, signe les accords pour l'Allemagne à l'ambassade d'Allemagne à Washington. La cérémonie est également suivie par la coordonnatrice spatiale du gouvernement allemand, Anna Christmann, l'ambassadeur allemande à Washington, Andreas Michaelis, ainsi que par l'administrateur de la NASA, Bill Nelson. L'Islande, les Pays-Bas et la Bulgarie signent en octobre/novembre 2023. L'Angola s'associe en décembre 2023 lors d'une cérémonie à Washington.
En 2024, la Belgique, la Grèce, l'Uruguay, la Suisse, la Suède, la Slovénie, la Lituanie, le Pérou, la Slovaquie, l'Arménie, la République dominicaine, l'Estonie, Chypre, le Chili, le Danemark, le Panama, l'Autriche, la Thaïlande, et le Liechtenstein rejoignent les accords.
La Thaïlande est le premier pays à rejoindre à la fois les accords Artemis et le programme sino-russe de Station de recherche lunaire internationale.

## Contenu des accords
Bien qu'il s'agisse d'une condition préalable à la participation au programme Artemis, les accords ont été interprétés comme codifiant des principes et des lignes directrices clés pour l'exploration de l'espace en général. Leur objectif déclaré est de « prévoir la mise en œuvre opérationnelle d'importantes obligations contenues dans le Traité sur l'espace extra-atmosphérique et d'autres instruments ». Les accords sont un document unique, signé par chaque pays qui s'engage à respecter les principes des accords. Les accords bilatéraux entre agences spatiales pour des opérations spécifiques sur la Lune et au-delà devraient faire référence aux accords et les mettre en œuvre dans des projets particuliers.
Les dispositions : 
- Affirmer que les activités de coopération dans le cadre de ces accords doivent être exclusivement à des fins pacifiques et conformes au droit international applicable.
- Confirmer un engagement à la transparence et au partage des informations scientifiques, conformément à l'article XI du Traité sur l'espace extra-atmosphérique.
- Appeler à un engagement à déployer des efforts raisonnables pour utiliser les normes d'interopérabilité actuelles pour les infrastructures spatiales et à établir des normes lorsqu'elles n'existent pas ou sont inadéquates.
- Appeler à un engagement à déployer tous les efforts raisonnables pour apporter l'assistance nécessaire au personnel en détresse dans l'espace extra-atmosphérique et conformément à leurs obligations en vertu de l'accord de sauvetage et de retour.
- Spécifier la responsabilité de l'immatriculation des objets dans l'espace, comme l'exige la Convention sur l'immatriculation
- Appeler à un engagement à partager publiquement les informations sur leurs activités et au partage ouvert des données scientifiques. Ce faisant, les signataires acceptent de se coordonner pour fournir une protection appropriée à toute information exclusive et/ou contrôlée à l'exportation, et cette disposition ne s'étend pas aux opérations du secteur privé, sauf si elles sont menées au nom d'un signataire.
- Inclure un accord pour préserver le patrimoine spatial, qu'ils considèrent comme comprenant des sites d'atterrissage humains ou robotiques d'importance historique, des artefacts, des engins spatiaux et d'autres preuves d'activité, et pour contribuer aux efforts multinationaux visant à développer des pratiques et des règles pour ce faire.
- Inclure un accord selon lequel l'extraction et l'utilisation des ressources spatiales doivent être menées d'une manière conforme au Traité sur l'espace extra-atmosphérique et à l'appui d'activités sûres et durables. Les signataires affirment que cela ne constitue pas en soi une appropriation nationale, ce qui est interdit par le Traité sur l'espace extra-atmosphérique. Ils expriment également leur intention de contribuer aux efforts multilatéraux visant à développer davantage les pratiques et règles internationales en la matière.
- Réaffirmer l'engagement des signataires envers les dispositions du Traité sur l'espace extra-atmosphérique relatives à la prise en compte et aux interférences nuisibles avec les activités d'autres nations, et à fournir des informations concernant l'emplacement et la nature des activités spatiales. Les signataires expriment leur intention de contribuer aux efforts multilatéraux visant à développer davantage les pratiques, les critères et les règles internationales pour garantir cela. Pour mettre cela en œuvre, les accords prévoient l'annonce de « zones de sécurité », là où d'autres opérations ou un événement anormal pourraient raisonnablement causer des interférences nuisibles. La taille et l'étendue de ces zones de sécurité doivent être basées sur la nature et l'environnement des opérations impliquées et déterminées de manière raisonnable en s'appuyant sur des principes scientifiques et techniques communément acceptés. Dans leurs zones de sécurité, les signataires s'engagent à respecter le principe du libre accès à toutes les zones des corps célestes par des tiers et toutes les autres dispositions du Traité sur l'espace extra-atmosphérique.
- Inclure un engagement à atténuer les débris spatiaux et à limiter la génération de nouveaux débris spatiaux nocifs dans les opérations normales, la désintégration dans les phases opérationnelles ou post-mission et les accidents.

## Réactions

### Soutiens
Les accords Artemis ont généralement été bien accueillis pour faire progresser le droit international et la coopération dans l’espace. Les observateurs notent que le fond des accords est « sans controverse » et représentent une « tentative politique significative de codifier les principes clés du droit spatial » pour gouverner les activités spatiales des nations. Les juristes internationaux attribuent également à l’accord le fait d’avoir contribué à influencer l’exploration spatiale dans le sens de normes uniformes de coopération et d’utilisation pacifique. Les accords ont également été salués pour être la première fois que plusieurs pays conviennent de reconnaître la présence du patrimoine culturel humain dans l'espace et la nécessité de le protéger.
Avec la signature et la ratification par l’Australie des accords Artemis alors que ce pays avait précédemment signé le traité sur la Lune, des discussions ont eu lieu pour savoir s’ils pouvaient être harmonisés. Dans cette optique, un accord de mise en œuvre du Traité sur la Lune a été préconisé, comme moyen de compenser les lacunes du Traité sur la Lune et de l'harmoniser avec d'autres lois, lui permettant d'être plus largement accepté,.

### Critiques

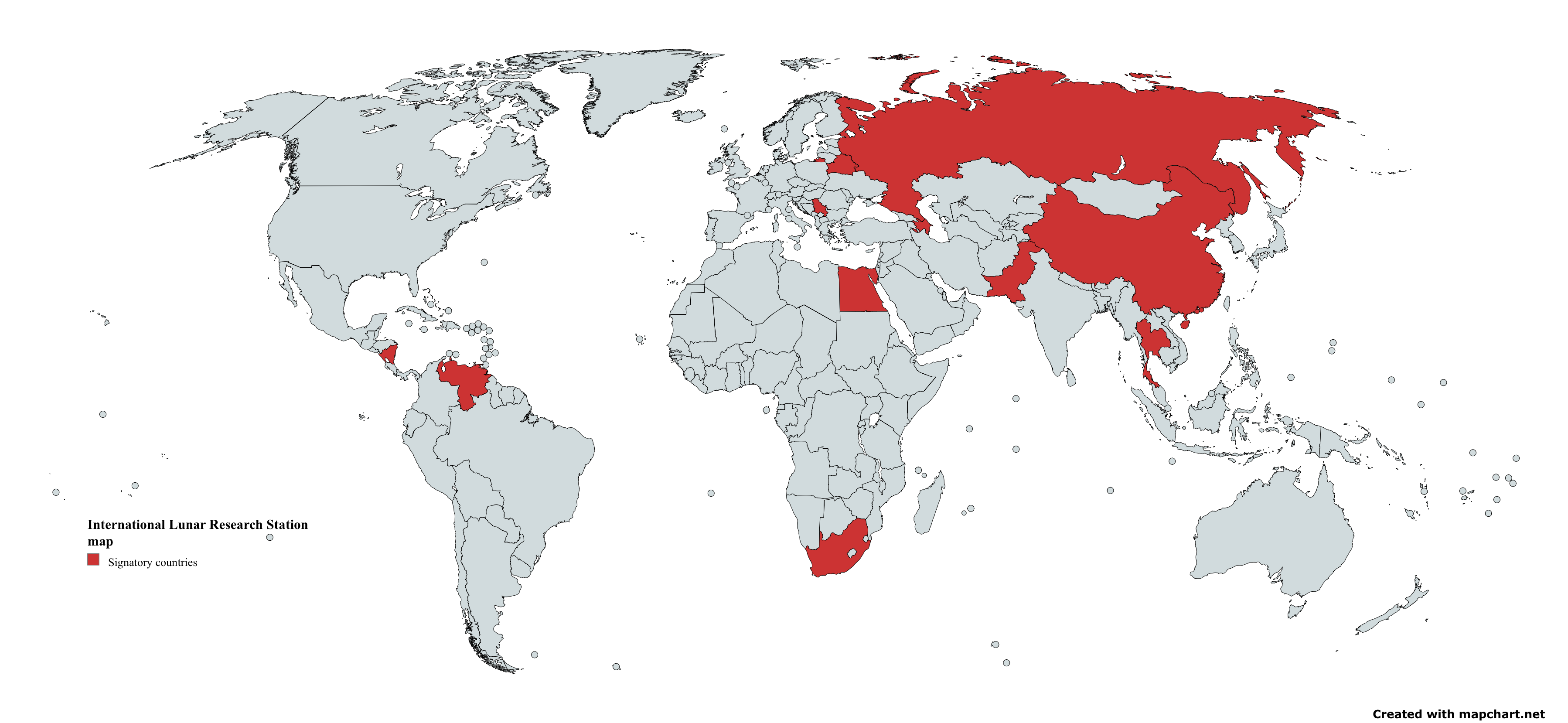
Pays participant au programme concurrent ayant le même objectif Station de recherche lunaire internationale, avec principalement la Russie et la Chine.

Les accords Artemis sont également critiqués pour être « trop centrés sur les intérêts américains et commerciaux ». La Russie les a condamnés comme une « tentative flagrante de créer une loi spatiale internationale favorable aux États-Unis ». En plus d'être peut-être une opportunité pour la Chine à la lumière de l'Amendement Wolf (en) (droit américain qui restreint fortement la coopération entre la NASA et la Chine), les médias affiliés au gouvernement chinois ont qualifié les accords de « semblables aux méthodes d'appropriation des terres de l'enclosure coloniale européenne ». La Russie et la Chine sont depuis parvenues à un accord pour travailler ensemble sur le concept chinois de Station de recherche lunaire internationale, afin de constituer une option concurrente potentielle pour des tiers tels que le Pakistan (qui rejoint effectivement cette initiative) et les Émirats arabes unis (qui signent toutefois les accords Artemis).
Deux chercheurs écrivant dans le Policy Forum du magazine Science ont appelé les pays à exprimer leurs objections et ont soutenu que les États-Unis devraient passer par le processus des traités des Nations Unies afin de négocier sur l'exploitation minière spatiale. Ils craignaient que les accords de la NASA, s'ils étaient acceptés par de nombreux pays, ne permettent à l'interprétation du traité sur l'espace de prévaloir. L'acceptation des accords Artemis est une condition préalable à la participation au programme lunaire Artemis de la NASA. Cependant, les accords Artemis sont signés entre agences spatiales, alors que le traité sur l'espace est signé par les États.
Les critiques soutiennent également que, puisque le traité sur l'espace interdit expressément aux nations de revendiquer un autre corps planétaire, les accords violent le droit de l'espace en permettant aux signataires de revendiquer toutes les ressources extraites des objets célestes. Frans von der Dunk de l'université du Nebraska à Lincoln affirme que les accords renforcent « l'interprétation américaine du traité sur l'espace », à savoir « le droit fondamental des États individuels de permettre au secteur privé de s'engager » dans des activités commerciales. L’interprétation alternative, affaiblie, est que « l'approbation unilatérale de l’exploitation commerciale n’est pas conforme au traité sur l'espace et que seul un régime international, notamment – vraisemblablement – comprenant un système de licences internationales, pourrait légitimer une telle exploitation commerciale »,.